# Myrmecophilus nigricornis
Myrmecophilus nigricornis is een rechtvleugelig insect uit de familie mierenkrekels (Myrmecophilidae). De wetenschappelijke naam van deze soort is voor het eerst geldig gepubliceerd in 1963 door Lucien Chopard.